# 卡爾·特奧多爾
卡爾·特奧多爾（德语：Karl Theodor，1724年12月11日-1799年2月16日），普法爾茨選侯和巴伐利亞選帝侯。他是普法爾茨-蘇爾茨巴赫伯爵約翰·克里斯蒂安的兒子。1724年12月11日生於布魯塞爾德羅亨博斯皇宮。
1733年，卡爾·特奧多爾在父親死後繼承了他的爵位，並於1742年因諾伊堡支告絕嗣，身為蘇爾茨巴赫支的卡爾·特奧多爾繼承了普法爾茨選侯國。
1777年12月30日，統治巴伐利亞的馬克西米利安三世·約瑟夫逝世，維特爾斯巴赫王朝絕後，身為普法爾茨-蘇爾茨巴赫支系的卡爾·特奧多爾以近親繼承了巴伐利亞選侯國。特奧多爾對巴伐利亞繼承權興趣不大，於1778年1月3日便向奧地利提出建議，希望割讓下巴伐利亞予奧地利，而奧地利則把奧屬尼德蘭給他作為補償。年輕的奧地利皇帝約瑟夫二世徵得太后瑪麗婭·特蕾西婭同意，也想得到下巴伐利亞。普魯士深怕奧地利得到巴伐利亞後會重新在德意志地區取得霸權，便和薩克森強烈反對，不惜於1778年向奧地利宣戰，巴伐利亞王位繼承戰因而爆發。直至1779年，在特蕾西婭太后的敦促下，及法國和俄國調停下召開特申會議，戰爭結束，奧地利僅佔領了巴伐利亞領土的一小部分，薩克森得到了賞金，而巴伐利亞則仍然由卡爾·特奧多爾選帝侯繼承。
1799年2月16日，卡爾·特奧多爾在慕尼黑王宮去世，终年74歲，葬于慕尼黑鐵阿提納教堂。卡爾·特奧多爾死後，普法爾茨-諾伊堡支絕嗣，普法爾茨-茨韦布吕肯支的馬克西米利安·約瑟夫成為維特爾斯巴赫家族族長，繼承了巴伐利亞選侯和普法爾茨選侯之位。
| 卡爾·特奧多爾 維特爾斯巴赫王朝 出生于：1724年12月11日逝世於：1799年2月16日 | 卡爾·特奧多爾 維特爾斯巴赫王朝 出生于：1724年12月11日逝世於：1799年2月16日 | 卡爾·特奧多爾 維特爾斯巴赫王朝 出生于：1724年12月11日逝世於：1799年2月16日 |
| 德意志貴族爵位                                                             | 德意志貴族爵位                                                             | 德意志貴族爵位                                                             |
| -------------------------------------------------------------------------- | -------------------------------------------------------------------------- | -------------------------------------------------------------------------- |
| 前任者： 約翰·克里斯蒂安                                                   | 苏尔茨巴赫公爵 1733年–1799年                                               | 繼任者： 馬克西米利安一世                                                  |
| 前任者： 卡爾三世·菲利普                                                   | 下普法爾茨選帝侯 1742年–1799年                                             | 繼任者： 馬克西米利安一世                                                  |
| 前任者： 卡爾三世·菲利普                                                   | 於利希公爵及貝格公爵 1742年–1799年                                         | 繼任者： 馬克西米利安一世                                                  |
| 前任者： 卡爾三世·菲利普                                                   | 諾伊堡公爵 1742年–1799年                                                   | 繼任者： 馬克西米利安一世                                                  |
| 前任者： 馬克西米利安三世·約瑟夫                                           | 巴伐利亞選侯 1777年–1799年                                                 | 繼任者： 馬克西米利安一世                                                  |
| 前任者： 瑪麗-亨麗埃特·德·拉圖爾·奧弗涅                                    | 貝亨奧普佐姆侯爵 1728年–1795年                                             | 併入巴達維亞共和國                                                         |